# Château de Crazannes
Le château de Crazannes, à Crazannes, en Charente-Maritime, classé monument historique en 1913, est l'un des plus anciens châteaux de Charente-Maritime. Sa construction a débuté au XIVe siècle à l'emplacement d'une ancienne forteresse médiévale du XIe siècle dont il reste la chapelle, les douves et le donjon.

## Historique
Classé monument historique en 1913, le château de Crazannes est l'un des plus anciens châteaux de Charente-Maritime, et l'un des premiers châteaux privés à avoir obtenu ce classement,. Par la suite, trois inscriptions en 1925, 1963 et 1988 viendront compléter cette première protection.
Sa construction a débuté au XIVe siècle, à l'emplacement même d'une ancienne forteresse médiévale du XIe siècle dont il reste aujourd'hui la chapelle, les douves et le donjon (vestige du mur d'enceinte).
Initialement propriété des seigneurs de Tonnay-Charente, le site a connu de nombreux propriétaires dont, entre autres, Jacques Poussard (conseiller de Charles VI), la famille Daillon ou encore la famille Acarie. Cette famille, dont les hommes étaient d'illustres militaires, a vécu au château plus de 300 ans et a réalisé d'importants travaux d'agrandissement.
Parmi les personnes ayant séjourné au château, quelques-unes ont plus particulièrement marqué les esprits : ainsi au XIVe siècle, le Prince Noir a séjourné quelque temps dans le domaine, et en 1519, François Ier y passa une nuit.[citation nécessaire]
Mais le plus célèbre demeure le Chat Botté, dont le maître, propriétaire du château, fut célébré par Charles Perrault dans son conte.
Au moment de la Révolution, il est loué par Mgr Pierre-Louis de La Rochefoucauld-Bayers, évêque de Saintes.
Par la suite, le château a appartenu à la famille Chaudruc qui, au début du XXe siècle, y entreprit de lourds travaux de restauration.

## Architecture
La façade nord, du début du XVIe siècle, présente des portes et fenêtres ornées d'élégantes sculptures de pierre, d'un style flamboyant remarquable.
La tour cylindrique qui s'y appuie s'orne de mâchicoulis. Elle est coiffée d'une poivrière très pointue.
Le pigeonnier date du XVIIe siècle.
La chapelle romane date, quant à elle, du XIe siècle, de même que le donjon qui a subi différentes modifications au cours du temps.

## Parc et jardin
Le parc aux arbres centenaires entoure le château et longe la Charente. Il a été inscrit au pré-inventaire des jardins remarquables.

## Accès au public
Le château de Crazannes est ouvert à la visite toute l'année (moyennant paiement).

## Photos

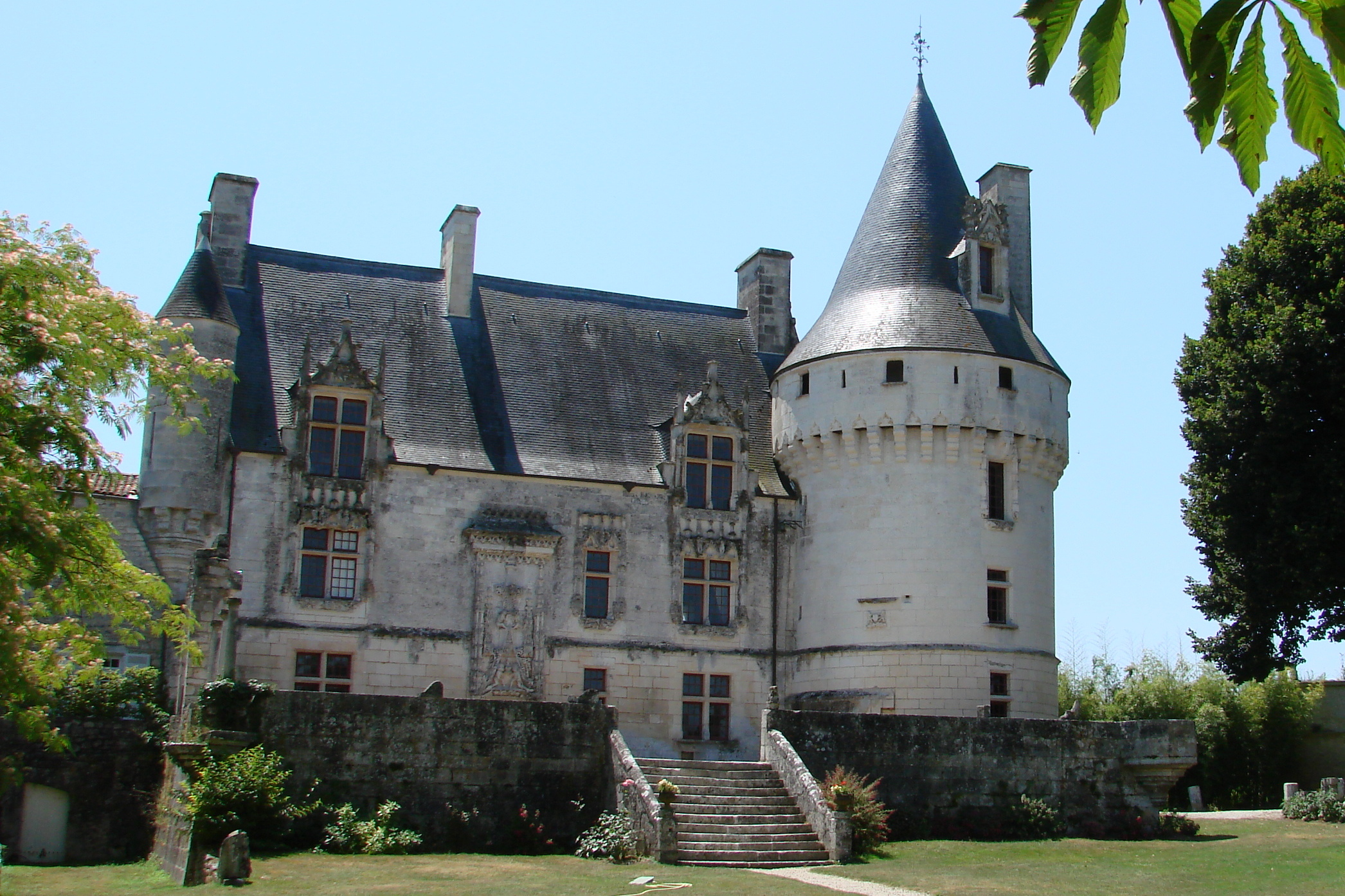
Château de Crazannes.
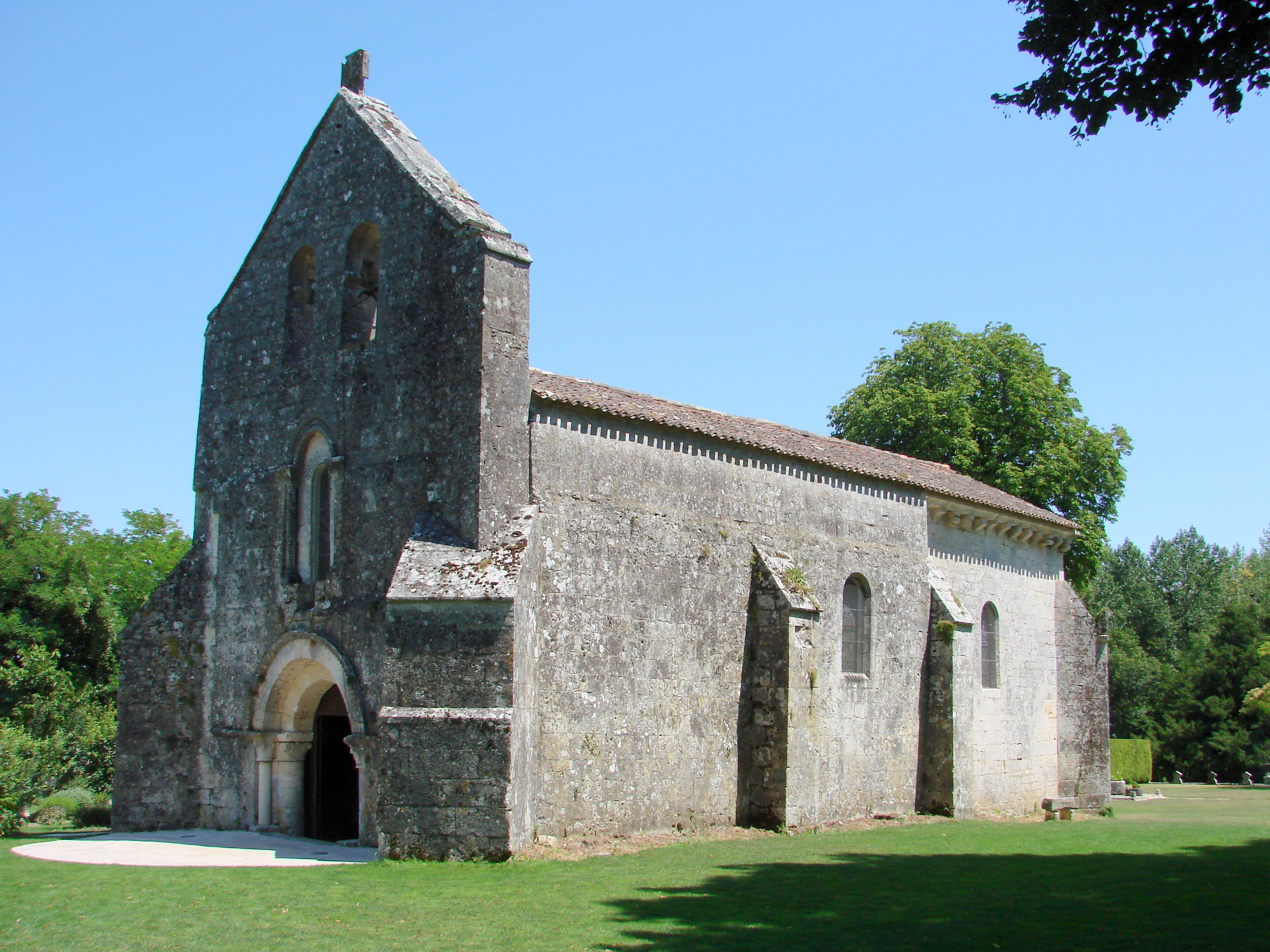
Chapelle Saint-Saturnin.
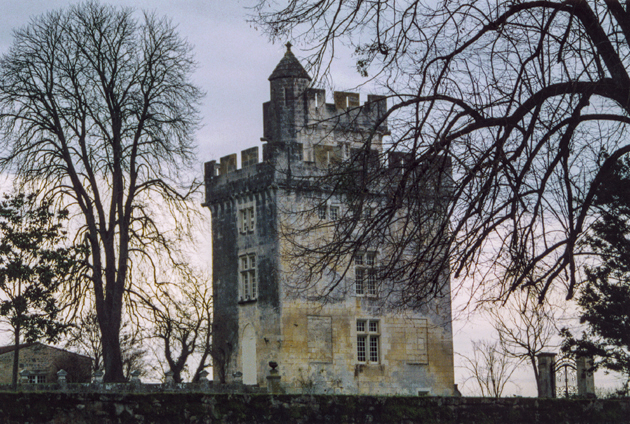
Le donjon.
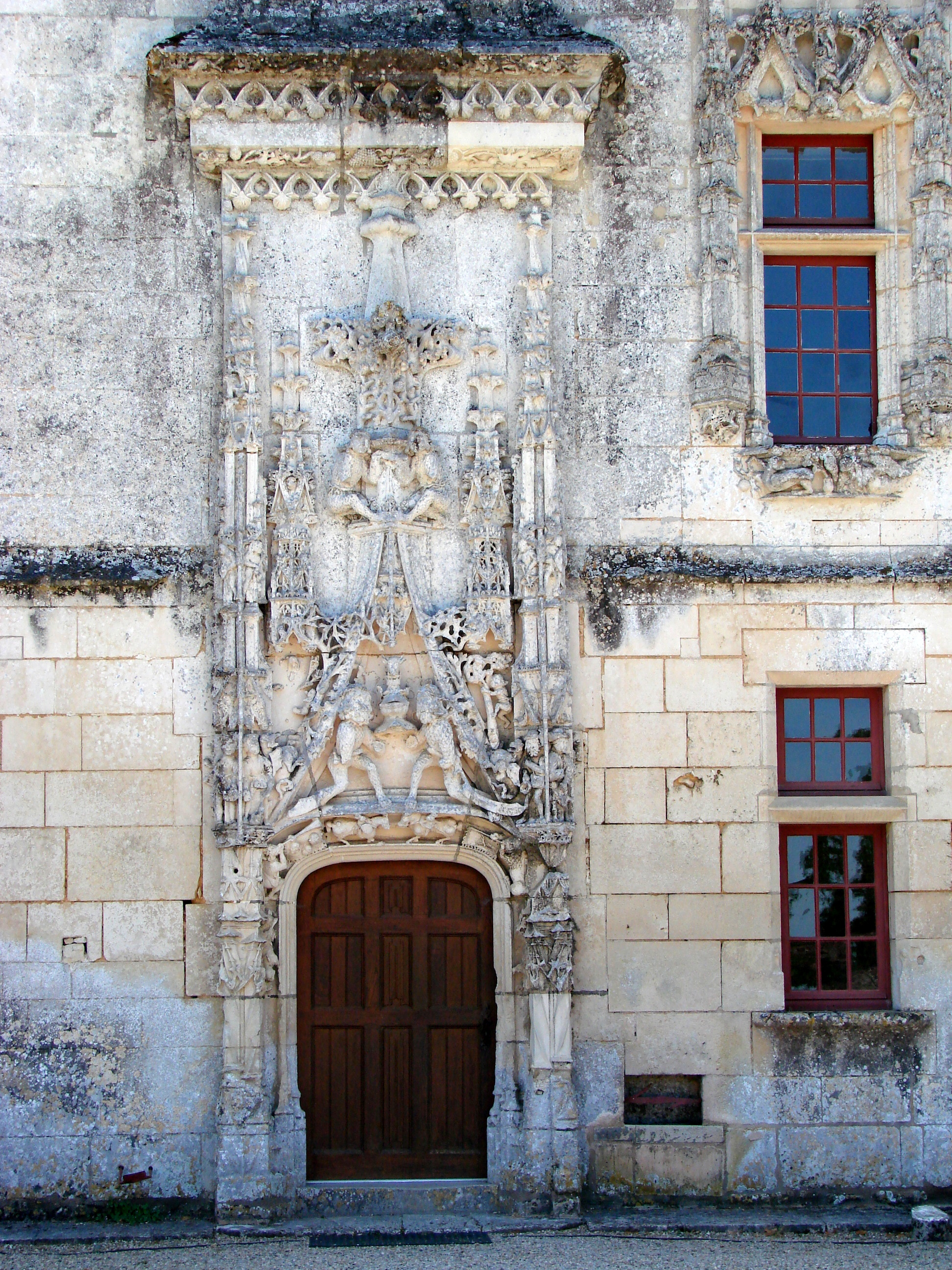
Le portail gothique flamboyant.
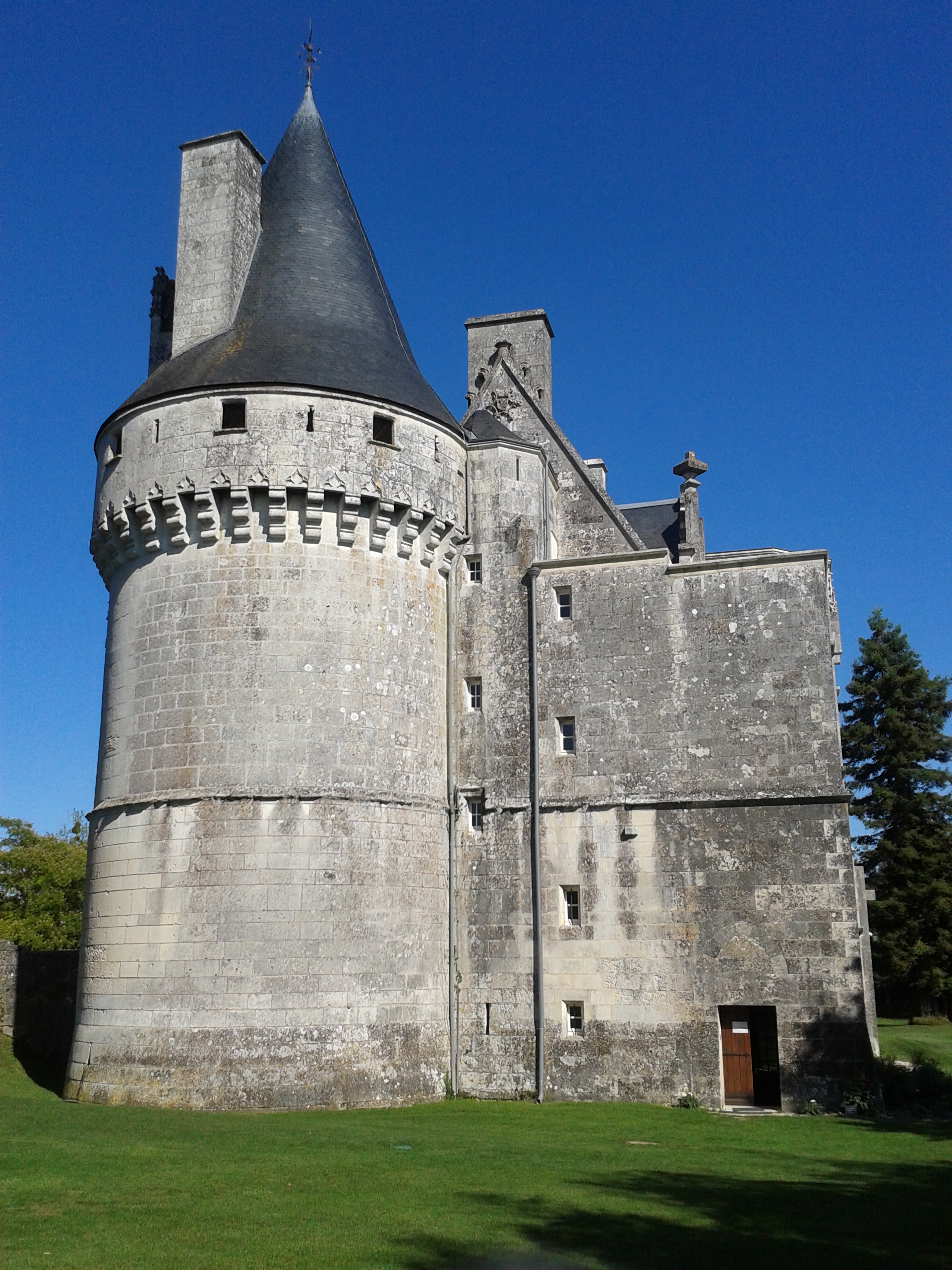
Tour cylindrique à mâchicoulis du château de Crazannes.